# Серафим Фанаријски
Свештеномученик Серафим Фанариијски и Неохорионски је православни светитељ, аархиепископ Фанариона и Неохориона у Грчкој, коју су османски Турци окупирали, крајем 16. века.
Рођен је у месту Бецил, у епархији Аграфској. Живео је у кући побожних родитеља, Софронија и Марије. Након што је завршио школе отишао је у манастир Пресвете Богородице, звани Студенац. Тамо се замонашио, и посветио монашким подвизима. 
Због његових врлина, на предлог игумана рукоположен је у чин јерођакона, а убро и у јеромонаха. Након смрти Фанаријског епископа, изабран је на упражњени трон. Као епископ Серафим је свима био пример свакога добра. 
Турске аге у Фанарију затражиле су од њега да се потурчи и прими ислам. Светри Серафим им је на то одговорио:„ Знајте Турци, никада се вере своје одрећи нећу, да бих избегао смрт. Никада и нипошто нећу оставити преслатког Исуса мог, Бога и Творца мог! Готов сам на све муке због Њега”.
Турци су га одвели судији. Судија му је и сам саветовао да се потурчи, обећавајући му притом велике части и почасти. Пошто је и њега одбио, судија је наредио да га дуго и немилосрдно бију и муче. Сва та ужасна мучења светитељ је трпео благодарећи и благосиљајући Бога. После тога судија нареди да га баце у тамницу, и да му не дају ништа ни да једе, ни да пије, надајући се да ће се предомислити и пристати да се потурчи.
Налазећи се у тамници, светитељ се радовао гледајући своје ране за Христа, и од све душе узносио велику благодарност Христу Господу што га је удостојио страдања за Његово свето Име и молио га да му да снаге и трпљења да до краја издржи мучења која му предстоје.
Након неколико дана мучења, судија је изрекао завршну пресуду: да мученика жива набију на колац, што су и учинили 4 децембра 1601. године. Његово тело је остало много дана на коцу, али се није распадало, нити заударало; већ је из њега излазио диван мирис. Хришћани се су томе радовали и успели су да узму часну главу светога мученика. Однели су је у манастир Студенац, где се и данас чува.
Православна црква прославља светог Серафима 17.(4.) децембра.

## Извори
1. ↑  „Свети свештеномученик Серафим, епископ фанаријски”. Prijateljboziji.com (на језику: српски). Приступљено 2025-06-23.
2. ↑  „Житија Светих за децембар – Страна 5 – Светосавље”. svetosavlje.org. Приступљено 2025-06-23.